# Eurytides salvini
Eurytides salvini es una especie de mariposa que habita en el Neotrópico. Concretamente se puede encontrar en Veracruz, Tabasco, Oaxaca y Chiapas, en México; en Verapaz, en Guatemala, y Belice.

## Descripción
Eurytides salvini es una mariposa de cuerpo negro con una envergadura de 46 a 56 mm. El borde exterior de las alas delanteras es cóncavo y las alas traseras presentan una cola muy larga.
La parte de arriba es de color blanco con la punta del ápice y un borde marginal marrón en las alas anteriores. También posee una raya marrón desde el borde costal hasta el borde exterior y una raya marrón corta desde el borde costal.
Las alas traseras presentan, dentro del borde marrón, lúnulas azules y una mancha anal roja.
El reverso es similar, pero presenta un borde más delgado y, además, presenta una banda marrón desde el borde costal hasta el ángulo anal.

## Taxonomía
Eurytides salvini fue descrita por primera vez por Henry Walter Bates en 1864 bajo el nombre de Papilio salvini.
El epíteto fue puesto en honor al naturalista inglés Osbert Salvin.

## Conservación
No es una especie amenazada.